# Iglesia de San Serni de Puigfalconer
San Serni de Puigfalconer fue una iglesia del término municipal de Suterranya, actualmente agregado al municipio de Tremp. 
Fue la primitiva iglesia parroquial del término, y de ella dependía la de San Serni de Suterranya, hasta que entre 1526 y 1758 se invierte el papel: la de Suterranya pasó a ser parroquial, mientras que la de Puigfalconer pasó a depender, hasta su desaparición por el abandono del pueblo de Puigfalconer.